# Гузенко, Ольга Николаевна
О́льга Никола́евна Гузе́нко (в девичестве Бе́зик; 17 июля 1956, Погребец) — советская гребчиха, выступала за сборную СССР по академической гребле в середине 1970-х годов. Серебряная призёрка летних Олимпийских игр в Монреале, многократная чемпионка республиканских и всесоюзных регат. На соревнованиях представляла спортивное общество «Динамо», мастер спорта международного класса.

## Биография
Родилась 17 июля 1956 года в селе Погребец Киевской области Украинской ССР. Активно заниматься академической греблей начала в раннем детстве, состояла в добровольном спортивном обществе «Динамо».
Первого серьёзного успеха добилась в 1976 году, став чемпионкой СССР в распашных восьмёрках с рулевой. Благодаря череде удачных выступлений попала в основной состав советской национальной сборной и удостоилась права защищать честь страны на летних Олимпийских играх в Монреале — в составе распашного восьмиместного экипажа, куда также вошли гребчихи Любовь Талалаева, Надежда Рощина, Клавдия Коженкова, Елена Зубко, Ольга Колкова, Нелли Тараканова, Надежда Розгон и рулевая Ольга Пуговская, завоевала медаль серебряного достоинства, уступив в финале лишь команде из ГДР.
Имеет высшее образование, окончила Киевский государственный институт физической культуры. После завершения карьеры спортсменки работала тренером-преподавателем. За выдающиеся спортивные достижения удостоена почётного звания «Мастер спорта СССР международного класса».